# Gerard van Honthorst

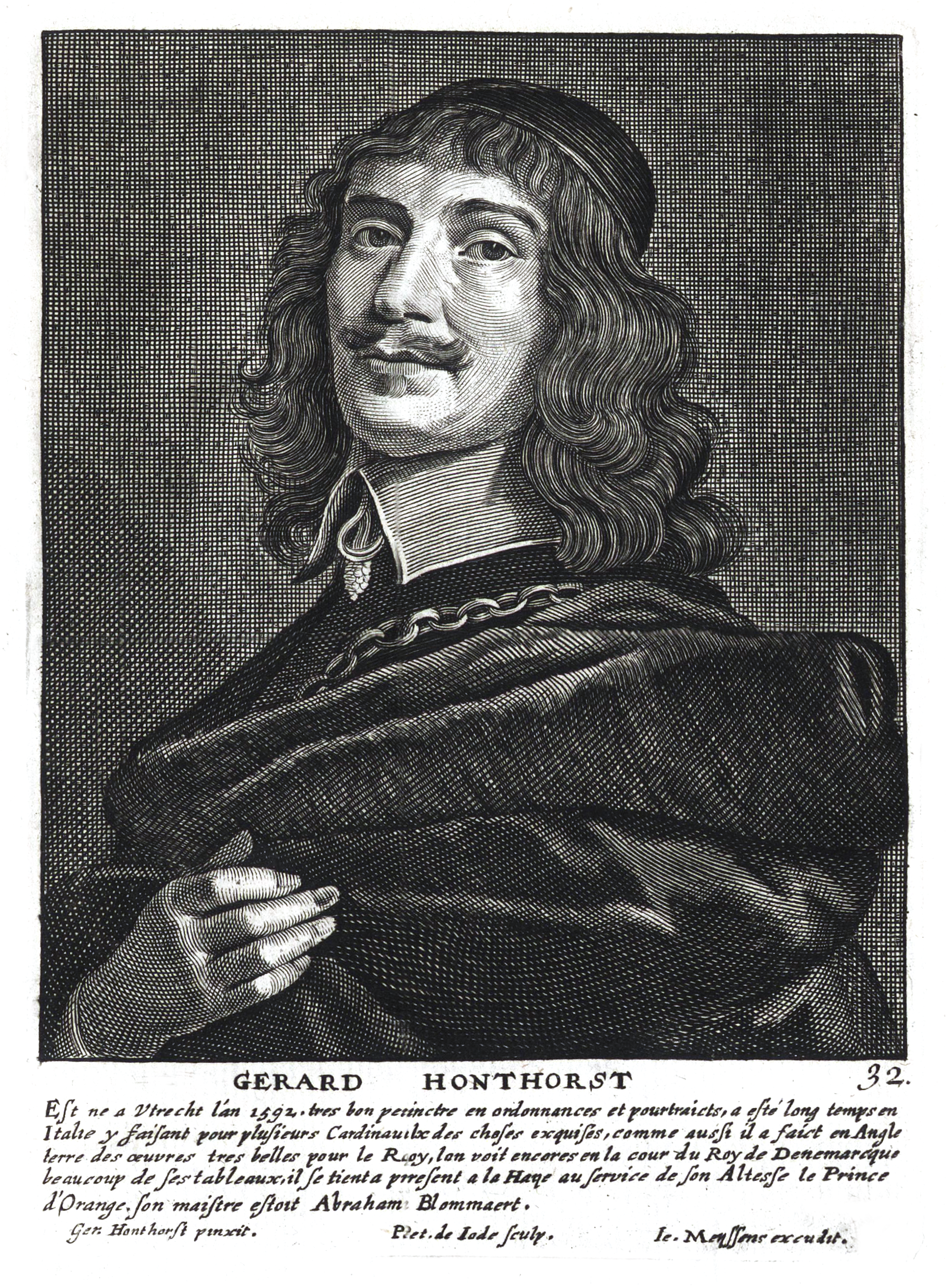
Gerard van Honthorst

Gerard van Honthorst, másként: Gerrit van Honthorst, Gherardo delle Notti (Utrecht, 1590. november 4. – Utrecht, 1654. április 27.) holland festő.

## Élete

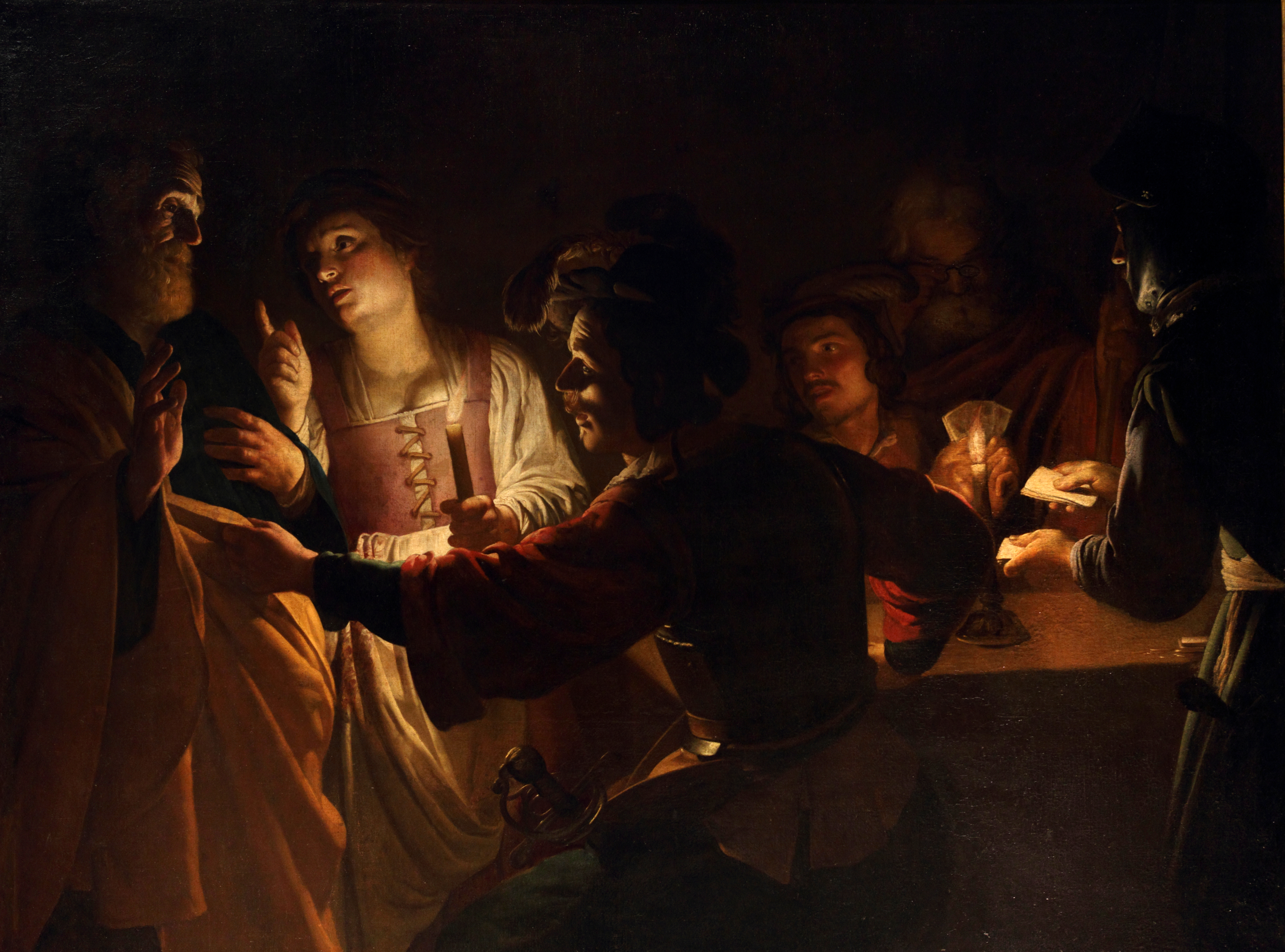
Szent Péter megtagadja Jézust (1612-1620), Musée des Beaux-Arts de Rennes

Gerard van Honthorst Utrechtben született. Apja festő volt. Bloemaert tanítványa volt.   Utána Olaszországba ment tanulni. A barokk olasz festészet jelentős hatással volt rá.  Főleg  Caravaggio, Bartolomeo Manfredi  és Carracci hatása alatt áll; az ábrázolt jeleneteket gyakran sötétbe, gyertyavilágításba helyezi. Azért nevezték el az olaszok Gherardo dalle notte-nek, Éjszakai Gerard-nak. 1637-ben Hágában telepedett le. Frigyes Henrik, majd II. Vilmos herceg udvari festője lett és különösen arcképfestéssel szép vagyont szerzett magának. Körülbelül 150 festményét ismerjük. 
Különösen említendők a  vallásos tárgyú képei közül Krisztus Kajafás előtt, és Ézsau eladja elsőszülöttségi jogát. A zsánerképei közül: A fogorvos, A tékozló fiú, A vidám muzsikus, A vacsora.  A  mitológiai tárgyú képei közül: Szilén, Ceres keresi leányát, Proserpinát. Különösen sikerült a Seneca halála. Gyakran ábrázolt zenészeket és koncerteket.

Gerard van Honthorst, zenészek
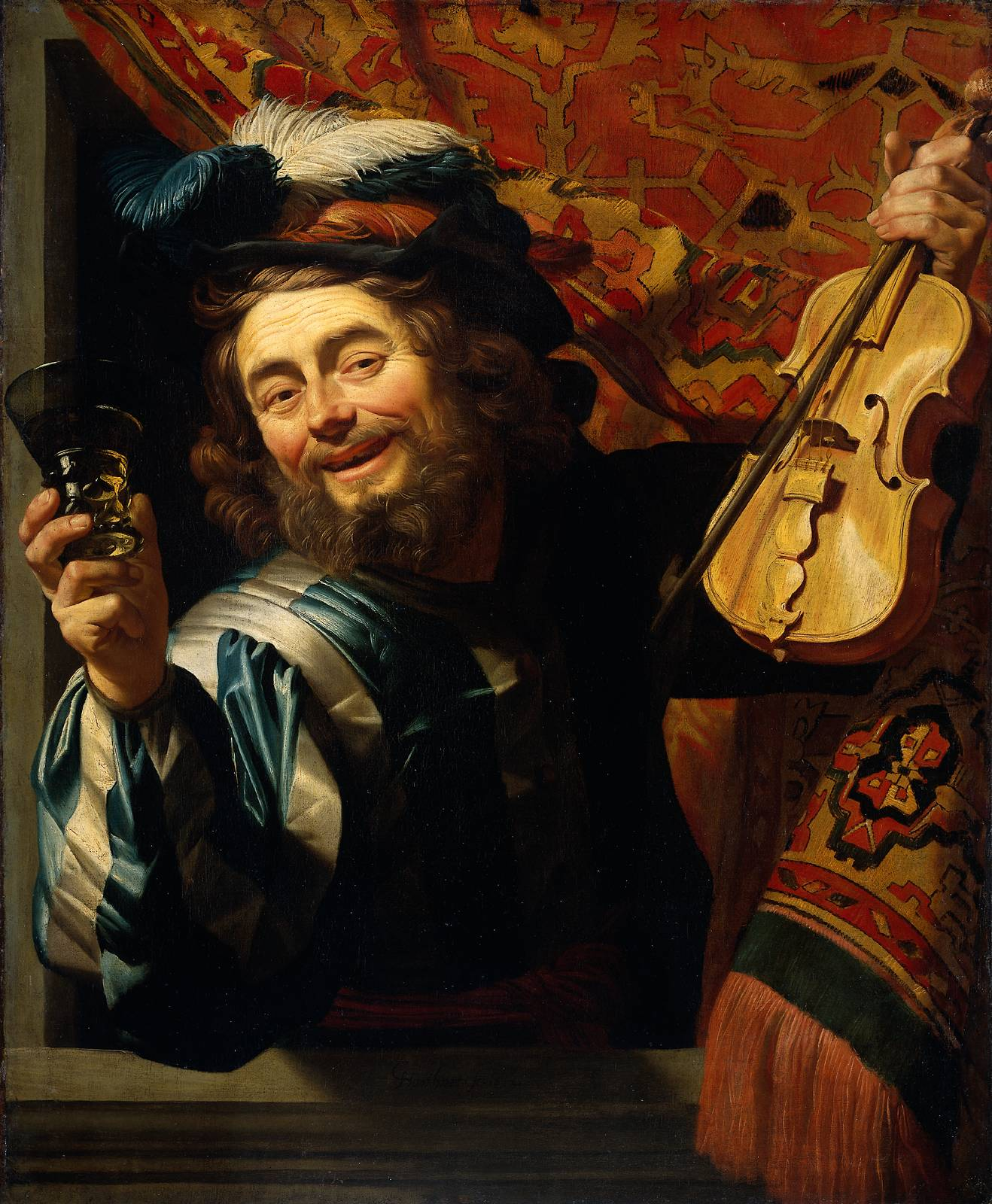
A vidám muzsikus, 1623
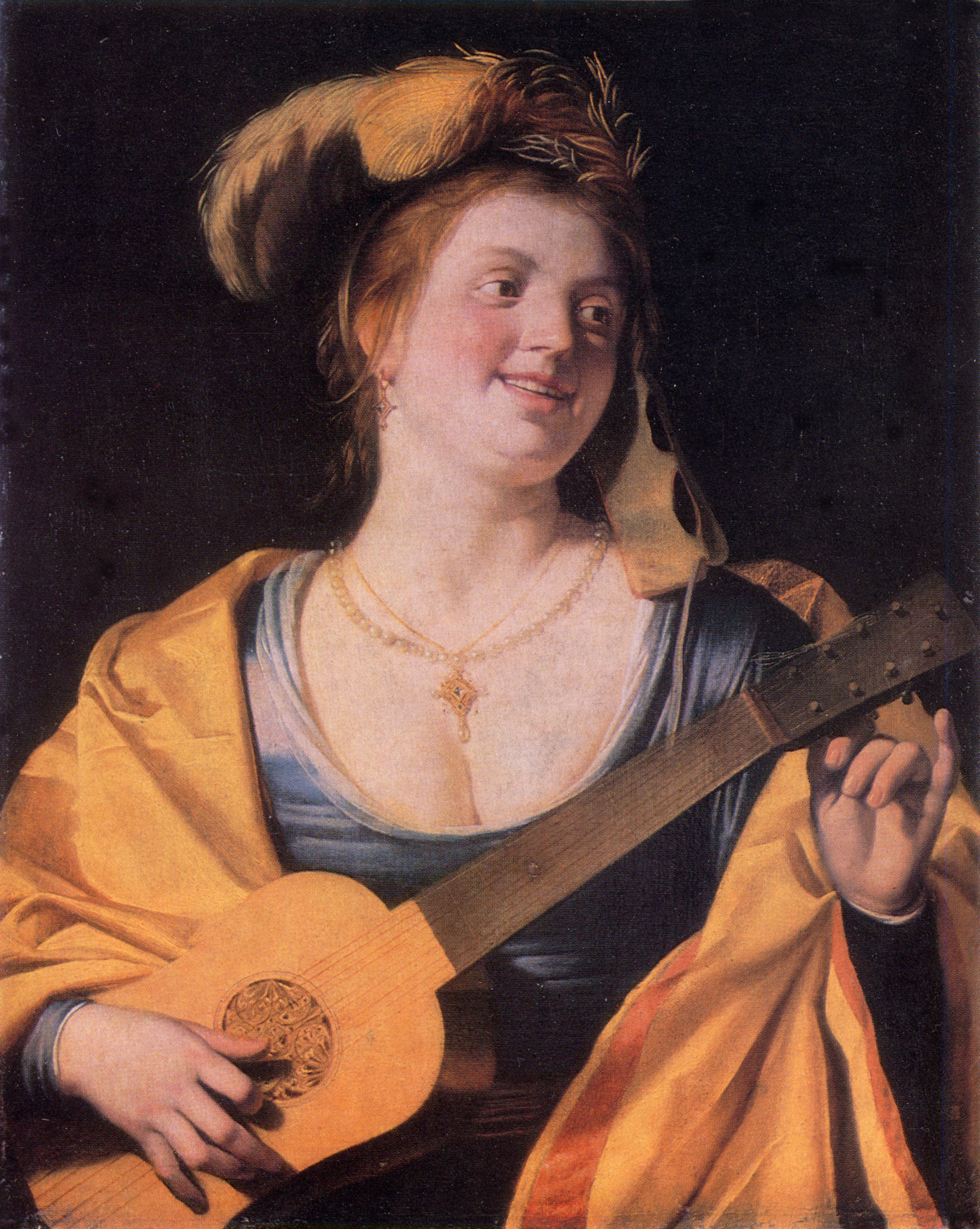
Fiatal nő lantot hangol,  1631
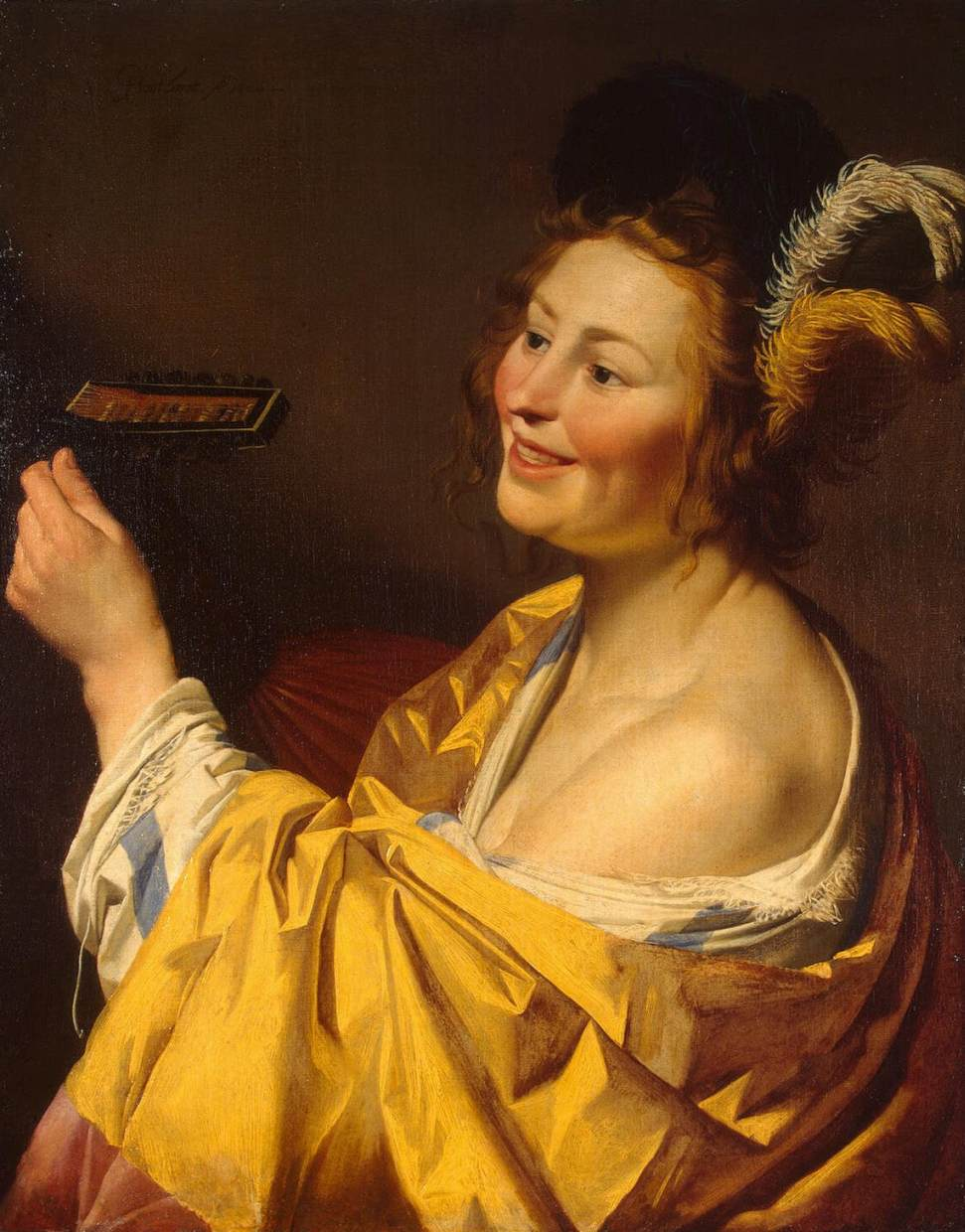
Lantos,  1624
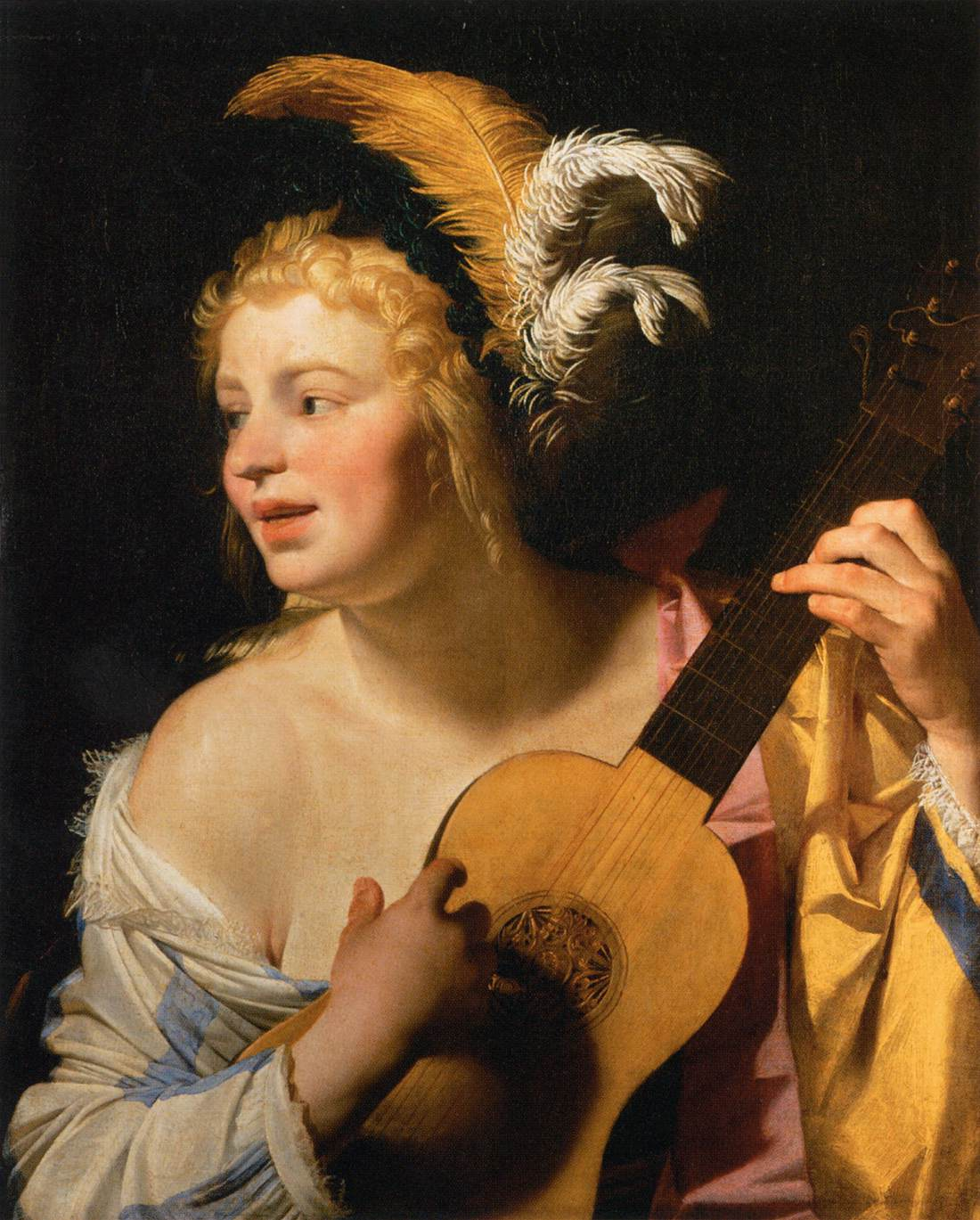
A gitáros lány, 1624
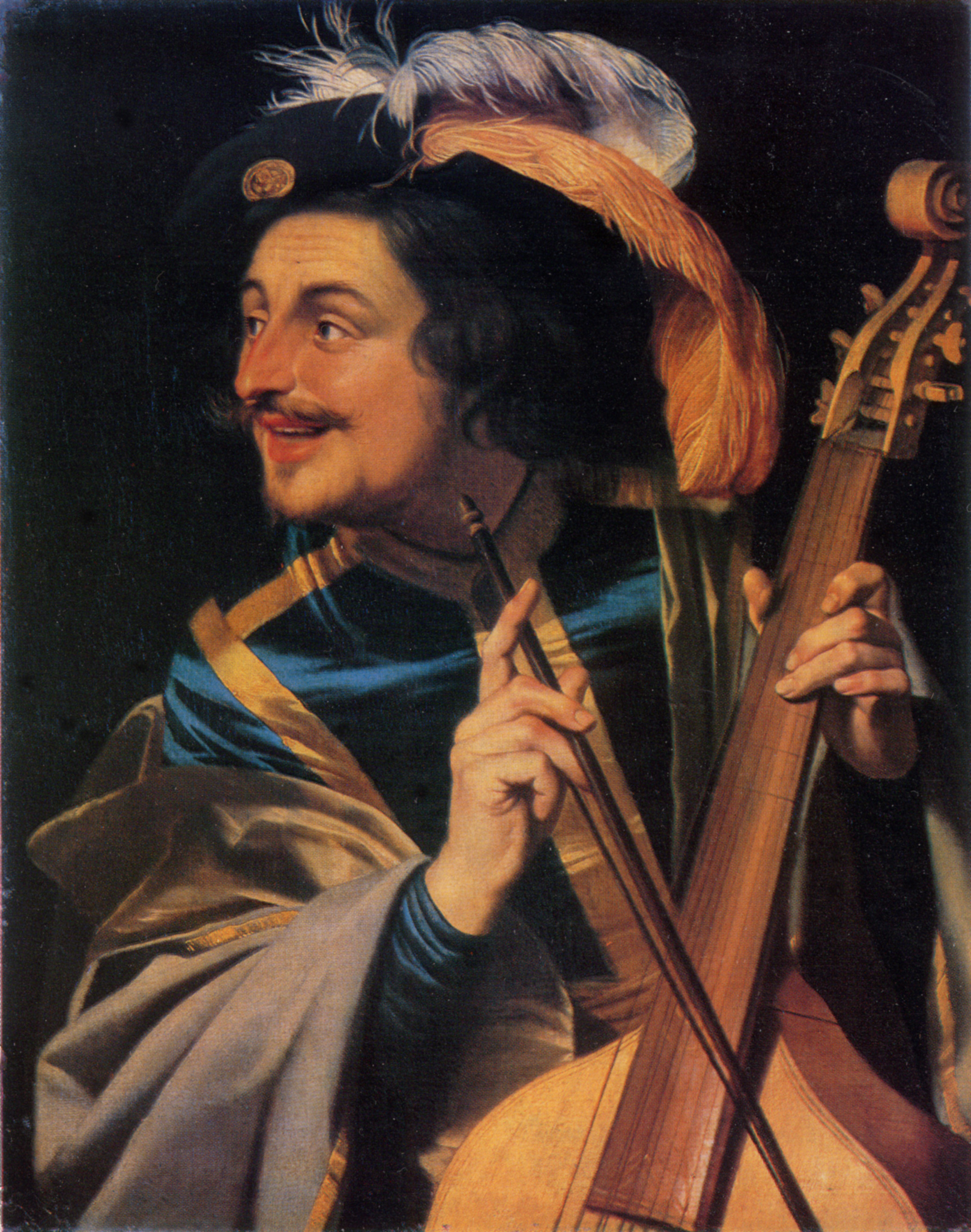
Férfi viola da gambával, 1631